# Argopus miyakei
Argopus miyakei es un coleóptero de la familia Chrysomelidae. Fue descrita en 1991 por Kimoto.